# Таннштеттер, Георг
Георг Таннштеттер (Георг Германский, ок. 1480 — ок. 1530) — математик и астроном, родился в городе Райне-на-Лехе в Баварии.

## Биография
Так как слово Rhain на местном южно-германском наречии означает полевую межу, то сам Таннштеттер называл себя по имени родного города латинским прозвищем Georgius Collimitius. 
Фамилию Tannstetter von Thamnau он получил от австрийского императора Максимилиана I вместе с дворянским достоинством в награду за услуги по званию придворного лейб-медика. Университетские курсы Таннштеттер слушал в Ингольштадтском университете, возведшем его в учёные степени доктора искусств и медицины. 
Поселившись затем в Вене, он занял там с 1503 г. должность ординарного профессора астрономии в университете. Позднее приобретённая им известность как врача заставила призвать его на упомянутую уже должность лейб-медика. Это назначение очень мешало его профессорской деятельности, о которой до нас дошли многочисленные положительные отзывы.
Между начно-литературными трудами Таннштеттер главное место занимают его издания некоторых произведений западноевропейских математиков и астрономов средних веков и начала эпохи Возрождения. Главное его издание этого рода (Вена, 1514) «Tabulae Eclypsium» Пеурбаха, «Tabula primi mobilis» Региомонтана и собственное произведение: «Viri mathematici, quos inclytum Vienae gymnasium ordine celebres habuit», являющееся одним из первых напечатанных в Западной Европе произведений по предмету истории математики.
Следующим по значению, а также и по времени (1515) из рассматриваемых изданий Таннштеттера было собрание следующих пяти значительнейших произведений средневековой научной литературы: «Arithmetica communis de Muris», «Prioportiones breves» Бравардина, «De latitudinibus formarum» Орезма с объяснениями Бьяджо да Парма, «Algorithmus М. Georgii Peurbachii in integris», «Algorismus М. Joannis de Gmunden de minuciis physicis». Кроме этих двух изданий, Таннштеттером были ещё выпущены в свет: «Libellum de sphaera Procli Diadochi» с присоединением к ней комментария Линацера и собственной статьи издателя «De ortu occasu siderum» (Вена, 1510) и «De natura et locorum» Alberti Magni. 
Последнее издание вызвано изучением издателя влияния климатических условий на состояние здоровья людей.
Ещё более важным результатом того же изучения было произведённое впервые Таннштеттером введение физической географии в число предметов университетского преподавания. Той же науке в соединении с математической географией Таннштеттер посвятил и свои «Scholia» к 11-й книге «Historiae mundi» Плиния. 
Обе главные специальности Таннштеттера, астрономия и медицина, равно влекли его по условиям времени к занятиям астрологией и к стремлению сделать из неё для врача важное орудие. Ясным выражением этого стремления было сочинение Таннштеттера «Artificium de applicatione Astrologiae ad Medicinam». 
В своих отношениях к астрологии он проявлял, однако, гораздо более трезвые взгляды, чем большинство его современников. Когда предсказанное многими астрологами наступление в феврале 1524 г. нового всемирного потопа вызвало в Европе общий ужас, Таннштеттер для успокоения населения написал и издал в 1523 г. сочинение «Libellus consolatorius». Лично принадлежащих Таннштеттеру произведений в области астрономии было, по-видимому, немного. Одно, «Usus Almanachi», появилось в печати (Вена, 1518). Другое, имевшее предметом реформу календаря, сохранилось в рукописи и представляло совместный труд Таннштеттера и его учителя Стибориуса. 
Этот труд был поручен авторам Венским университетом, призванным по желанию папы Льва X к выражению своего мнения о содержании и средствах календарной реформы.